# Гомографт
Гомографт («гомографт» от др.-греч. ὁμος — «такой же», лат. graft — трансплантат, протез), или аллографт — ткани, соединительно-тканные комплексы, органы в целом, трансплантируемые реципиенту от донора того же биологического вида, но генетически не идентичного.
Под гомографтами могут подразумеваться трансплантаты:
- кожные;
- роговичные;
- сердечно-сосудистые;
- печени;
- почечные;
- костного мозга;
- аллотрансплантат кости;
- аллотрансплантат сухожилия и т. д.